# Jamsetjee Jejeebhoy

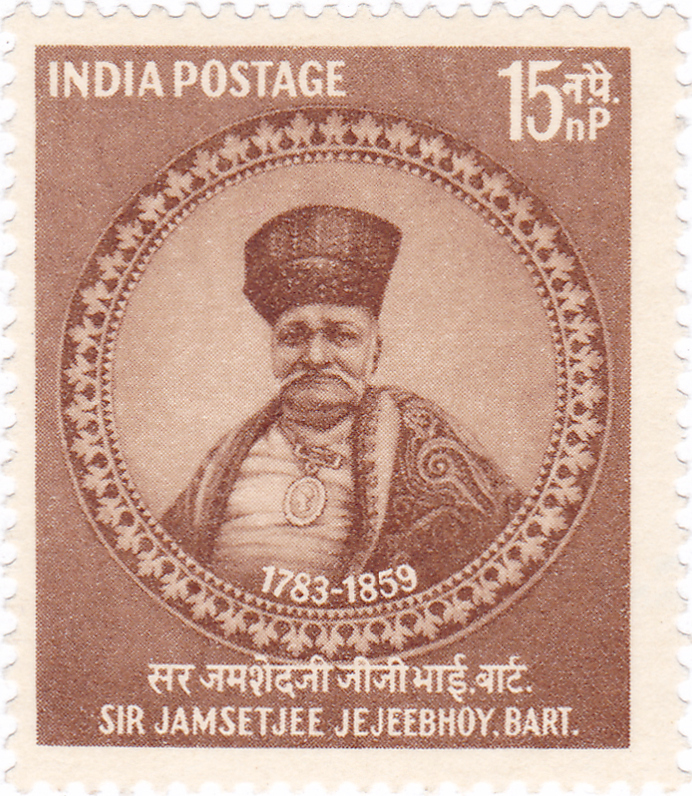
Indische Briefmarke zu Ehren von Jamsetjee Jejeebhoy von 1959

Sir Jamsetjee Jejeebhoy, 1. Baronet (* 15. Juli 1783 in Bombay; † 14. April 1859) war ein parsischer Unternehmer und Philanthrop in Britisch-Indien. Sein Hauptgeschäftsfeld war der Baumwoll- und Opiumexport von Indien nach China. Aufgrund seiner philanthropischen Tätigkeit wurde er in seiner Heimatstadt Bombay berühmt und stieg in den Adelsstand des Britischen Weltreichs auf.

## Herkunft
Jejeebhoy wurde in Bombay geboren und wuchs in Navsari auf. 1799 nach dem Tod seiner Eltern zog er nach Bombay zu seinem Onkel mütterlicherseits Framjee Nusserwanjee Battliwala, der sich um ihn kümmerte und bei dem er in die Lehre ging. 1803 heiratete er eine Tochter seines Onkels namens Avabai. Mit seiner Frau hatte er eine Tochter und drei Söhne.
Seine Tochter war eine der ersten Parsi-Frauen, der von ihrer Familie eine geregelte Ausbildung ermöglicht wurde.

## Karriere
Jejeebhoy begann sein erstes eigenes Handelsunternehmen mit dem Handel von leeren Flaschen. Um in Bombay gut anzukommen, änderte er seinen Vornamen von Jamshed zu Jamsetjee. Von 1799 bis 1807 unternahm er mehrere Handelsreisen nach China. 1806 hatte er durch seine Geschäftstätigkeiten genug Geld gesammelt, um sich mit der Good Success sein erstes eigenes Handelsschiff zu kaufen. Er konnte seine Handelsflotte rasch erweitern und gründete 1818 mit mehreren Geschäftspartnern die Firma Jejeebhoy & Co. Jejeebhoy konnte mit seiner Firma weiter expandieren. Den Hauptteil seiner Gewinne erwirtschaftete er mit dem Export von Baumwolle und Opium in das Kaiserreich China im Rahmen des Kantonhandels. Jejeebhoy wurde dabei zum prominentesten Außenhandelsbetreiber Indiens und unterhielt Geschäftsbeziehungen zu britischen, chinesischen und US-amerikanischen Kaufleuten. Ein enges Verhältnis hatte er mit dem Gründer von Jardine, Matheson & Co. William Jardine, zu dem er eine enge persönliche Freundschaft aufbaute.

## Philanthropie und gesellschaftlicher Aufstieg
1822 begann Jejeebhoy mit dem Freikauf von armen Schuldnern aus der Haft seine karitativen Aktivitäten. Er wandte dabei seine Erfahrungen aus dem Geschäft für die Organisation von Hilfsprojekten an und nutzte seine Kontakte zur einheimischen und britischen Elite. 1842 wurde er als erster Einheimischer Britisch-Indiens von der britischen Krone zum Knight Bachelor geschlagen. Er tat sich besonders in der Bildung für arme Parsis hervor, deren Ausbildung er in Zusammenarbeit mit deren religiöser Selbstverwaltung förderte.
1857 erreichte Jejeebhoy sein Ziel, einen erblichen Titel für sich und seine Familie zu erreichen. Er wurde als erster Einheimischer Britisch-Indiens am 18. Mai 1857 in der Baronetage of the United Kingdom zum Baronet, of Bombay, ernannt. Zum Zeitpunkt seines Todes hatte er rund ein Viertel seines großen Vermögens in karitative Zwecke investiert.